# 現代 (芸能事務所)
合同会社現代（げんだい）は、東京都港区赤坂に所在する日本芸能マネージメント事業者協会に加盟する日本の芸能事務所である。
代表は角巻信彦。旧社名は現代制作舎。

## 所属
- 阿久津絋平
- 稲葉能敬
- 歌川貴賀志
- 浦川奈津子
- 大方斐紗子
- 小川よりこ
- 香川耕二
- 風間舞子
- 河本タダオ
- 小柴秀太
- 小長谷勝彦
- 駒木崇宏
- 齋藤あきら
- 櫻井正一
- 嶋崎靖
- 瀬下冬悟
- 竜のり子
- 丹古母鬼馬二
- 鶴忠博
- 仲部七桜
- 土方鉄
- 堀岡真
- 本田菊雄
- 前沢保美
- マサトキムラ
- 町成トク
- 松本雄大
- 三浦清光
- 山下千景
- 吉田由布子
- 和田幾子